# لورلی لی (بازیگر پورنوگرافی)
لورلی لی (انگلیسی: Lorelei Lee؛ زاده ۲ مارس ۱۹۸۱) یک بازیگر پورنوگرافی اهل ایالات متحده آمریکا است.